# Praepapilio colorado
Praepapilio colorado is een vlinder uit de familie van de pages (Papilionidae). De wetenschappelijke naam van de soort is voor het eerst geldig gepubliceerd in 1978 door Durden & Rose.